# Jan Tomasz Adamus
Jan Tomasz Adamus (ur. 1968) – polski dyrygent, organista i klawesynista.

## Życiorys
Studiował w Krakowie i Amsterdamie. Założyciel zespołu Harmonologia, z którym zrealizował wiele pierwszych w Polsce wykonań dzieł muzycznych na historycznych instrumentach. Do najważniejszych należą m.in. Pasja według św. Mateusza, Msza Koronacyjna, a także opery takie jak Griselda Antonia Vivaldiego, Rodelinda Georga Friedricha Händla oraz Wesele Figara Wolfganga Amadeusza Mozarta. Posiada również dorobek naukowy i dydaktyczny. Jest autorem publikacji dotyczących dawnej praktyki wykonawczej oraz był wykładowcą Akademii Muzycznej we Wrocławiu i Universität für Musik und Darstellende Kunst w Grazu. Od 2008 roku jest dyrektorem naczelnym i artystycznym Capelli Cracoviensis – krakowskiego chóru kameralnego oraz grającej na historycznych instrumentach orkiestry, z którymi wystąpił na wielu festiwalach i w renomowanych salach koncertowych: Concertgebouw Amsterdam, Teatro Real w Madrycie, Theater an der Wien, Haydn Festspiele Brühl, Festiwal Muzyki Polskiej, sala NOSPR, SWR Festspiele Schwetzingen, Bachfest Leipzig, Händel Festspiele Halle. Był pomysłodawcą wykonania przez Capellę Cracoviensis wszystkich symfonii Ludwiga van Beethovena w ciągu jednego dnia (Beethoven Extreme, 27.08.2016). W przedsięwzięciu wzięli udział dyrygenci Paul Goodwin, Christophe Rousset, Eivind Gullberg Jensen, Evelino Pidò. Sam Jan Tomasz Adamus poprowadził IX Symfonię.
Jako organista i dyrygent jest autorem licznych nagrań. Na płytach znaleźć można zarejestrowane przez niego opery barokowe (m.in. fonograficzne prapremiery Germanico in Germania Porpory i Adriano in Siria Pergolesiego wydane przez wytwórnię Decca), dawną muzykę polską oraz repertuar klasyczny i romantyczny wykonywany na instrumentach z epoki (Requiem Mozarta, utwory Chopina, Schuberta i Karłowicza, Halka Moniuszki w jej pierwotnej, „wileńskiej” wersji). Współpracował z takimi śpiewakami i śpiewaczkami jak Waltraud Meier, Thomas Hampson, Ian Bostridge, Mark Padmore, Jakub Józef Orliński, Franco Fagioli czy Núria Rial. Jest dyrektorem artystycznym festiwali Opera Rara Kraków, 6 Tygodni oraz Festiwalu Bachowskiego Świdnica.

## Wybrane nagrania
- 2005 „Muzyka w dawnym Wrocławiu” (Harmonologia / Concerto Palatino, dyr. Jan Tomasz Adamus) – wyd. Dux
- 2004–2005 „Jasnogórska muzyka dawna. Musica Claromontana” vol. 1–10, 15, 18, 19, 30 (Capella Jasnogórska – Capella Claromontana, dyr. Jan Tomasz Adamus) – wyd. Musicon
- 2013 „Bach Rewrite” (Marcin Masecki, Piotr Orzechowski, Capella Cracoviensis, dyr. Jan Tomasz Adamus) – wyd. Decca
- 2015 „Karłowicz – Serenada 1896” (Capella Cracoviensis, dyr. Jan Tomasz Adamus) – wyd. iteratio
- 2016 G.B. Pergolesi „Adriano in Siria” (Franco Fagioli, Romina Basso, Juan Sancho, Capella Cracoviensis, dyr. Jan Tomasz Adamus) – wyd. Decca
- 2017 „Chopin Schubert” (Mariusz Klimsiak, Capella Cracoviensis, dyr. Jan Tomasz Adamus) – wyd. Avi
- 2018 N. Porpora „Germanico in Germania” (Max Emanuel Cenčić, Julia Lezhneva, Juan Sancho, Capella Cracoviensis, dyr. Jan Tomasz Adamus) – wyd. Decca
- 2018 G.F. Händel „The Seven Deadly Sins” (Juan Sancho, Capella Cracoviensis, dyr. Jan Tomasz Adamus) – wyd. Enchiriadis
- 2019 W.A. Mozart „Requiem” (Capella Cracoviensis, dyr. Jan Tomasz Adamus) – wyd. Capella Cracoviensis
- 2020 G.F. Händel „Human Love. Love Divine” (Nuria Rial, Juan Sancho, Capella Cracoviensis, dyr.Jan Tomasz Adamus conductor) – wyd. Deutsche Harmonia Mundi / Sony Classical
- 2021 S. Moniuszko „Halka” (Natalia Rubiś, Sebastian Szumski, Przemysław Borys, Capella Cracoviensis, dyr. Jan Tomasz Adamus) – wyd. Deutsche Harmonia Mundi / Sony Classical
- 2022 A. Vivaldi „Stabat Mater” (Jakub Józef Orliński, Capella Cracoviensis, dyr. Jan Tomasz Adamus) – wyd. Erato